# لجنة البث الإذاعي والتلفزيوني لجمهورية كوريا الشعبية الديمقراطية
لجنة البث الإذاعي والتلفزيوني لجمهورية كوريا الشعبية الديمقراطية  (هانغل: ; هانجا: 조선중앙방송위원회) ، والمعروفة أيضًا باسم لجنة البث المركزية الكورية والبث المركزي (هانغل: ; هانجا: 조선중앙방송) (هانغل: ; هانجا: 조선중앙방송) هي مذياع مملوك للدولة لكوريا الشمالية .
اللجنة تابعة لمجلس وزراء كوريا الشمالية، ولكن يتم اختيار موظفيها وتعيينهم من قبل إدارة الدعاية والتحريض (PAD) لحزب العمال الكوري . كما يخصص المهام للجنة.  هوانج يونج بو هو رئيس اللجنة. 
اللجنة مقرها في شونسونغ دونغ، منطقة مورانبونغ، بيونغ يانغ .  وهي عضو في اتحاد البث لآسيا والمحيط الهادئ .  اللجنة لديها فريق رياضي في دورة ألعاب بايكوتوسوان السنوية لموظفي الخدمة المدنية . 

## روابط خارجية
- الموقع الرسمي